# حارة مدرم (كريتر)

تعديل مصدري - تعديل

حارة مدرم هي إحدى حارات حي الكبسي الواقع بمديرية كريتر التابعة لمحافظة عدن، بلغ تعداد سكانها 831 نسمة حسب تعداد اليمن لعام 2004.